# Merum (Loppersum)
Merum is een buurtschap in de gemeente Eemsdelta  in de provincie Groningen. Zij ligt iets ten noorden van Garrelsweer aan de overzijde van de oude loop van de Fivel en is alleen vanaf dat dorp bereikbaar.
In de buurtschap lag een wierde die in de negentiende eeuw, zoals zoveel terpen en wierden in het Friesland tussen Vlie en Weser, bijna geheel is afgegraven. De naam Merum is hetzij samengesteld uit Mer, een mansnaam, en heem en betekende het grondgebied van Mer, of is de derde naamval van Mer en betekende van Mer, doelende op diens bezit.
Merum staat waarschijnlijk als MERE CIVITAS (= woongemeenschap Mere) vermeld op vroegmiddeleeuwse penningen van Godfried II met de Baard († 1069), die in zijn hoedanigheid van Hertog van Nederlotharingen (1065-1069) tevens de grafelijkheid over Fivelgo bezat en in Merum kennelijk penningen heeft laten slaan.

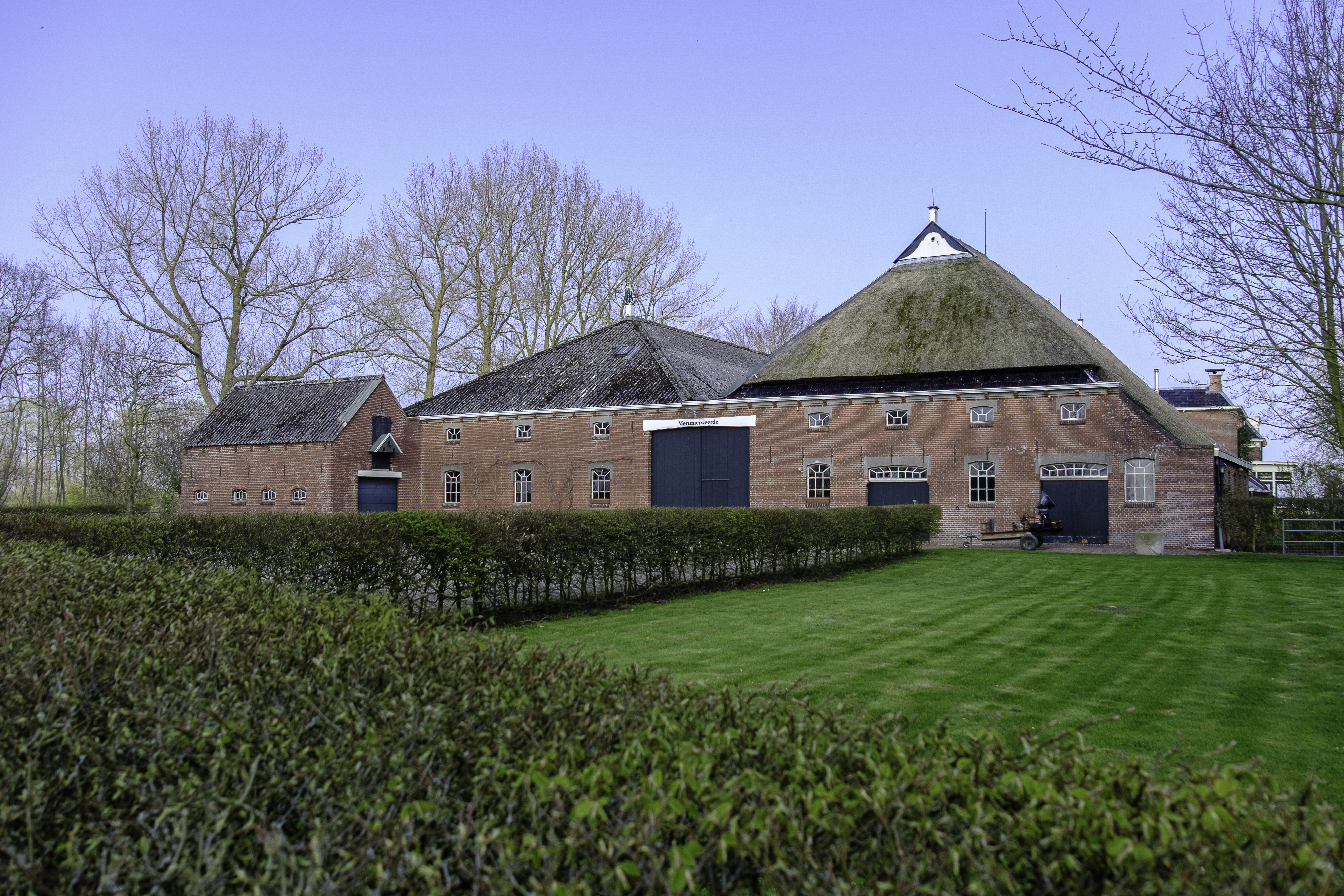
Boerderij Merumerwierde uit 1861 op de wierde van Merum
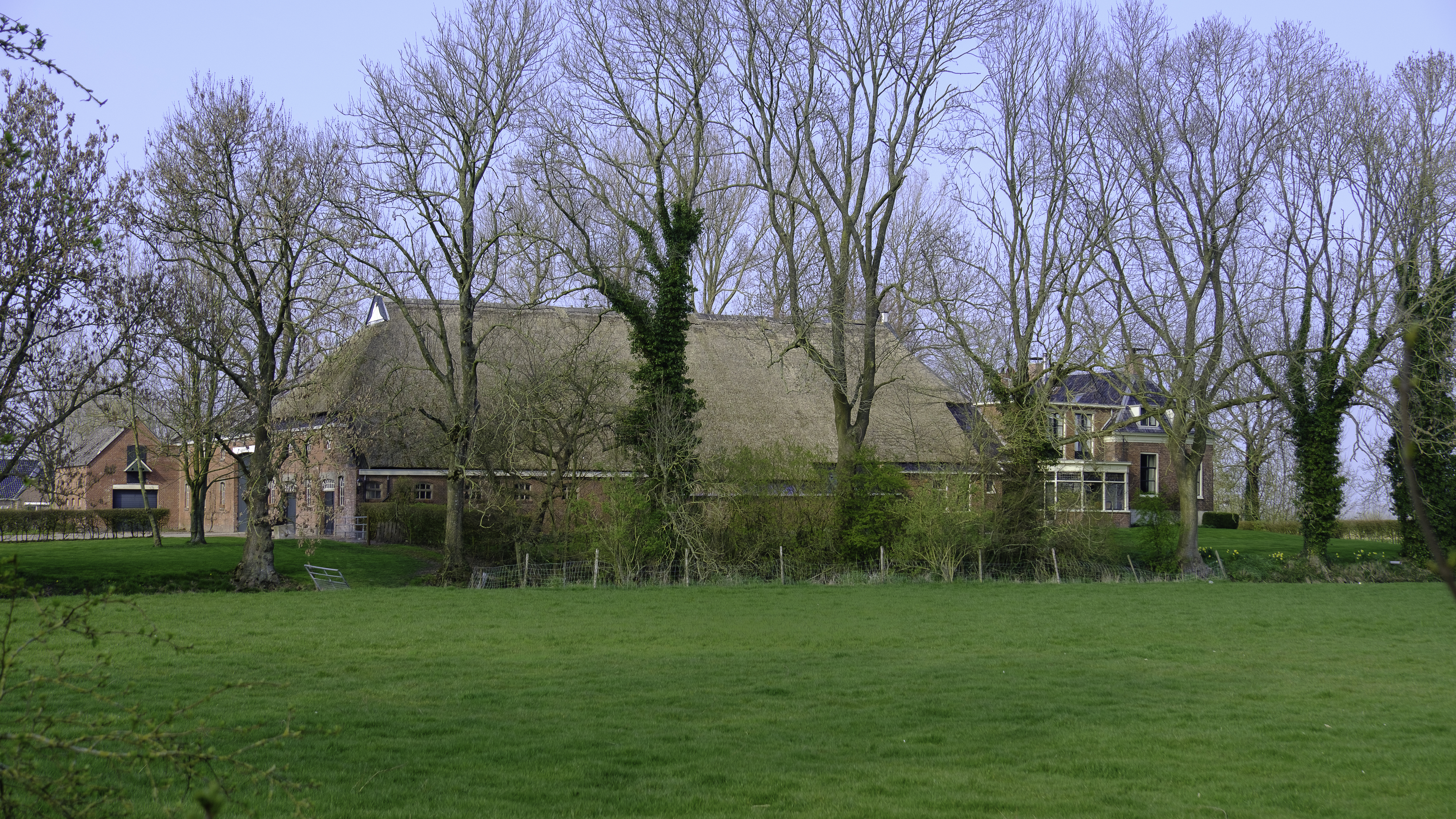
Aan steilrand aan de zijkant is goed te zien dat de boerderij op een restant van de wierde ligt

Groningen: Steden en dorpen      Nederland: Provincies · Gemeenten